# Hudo (toilet)

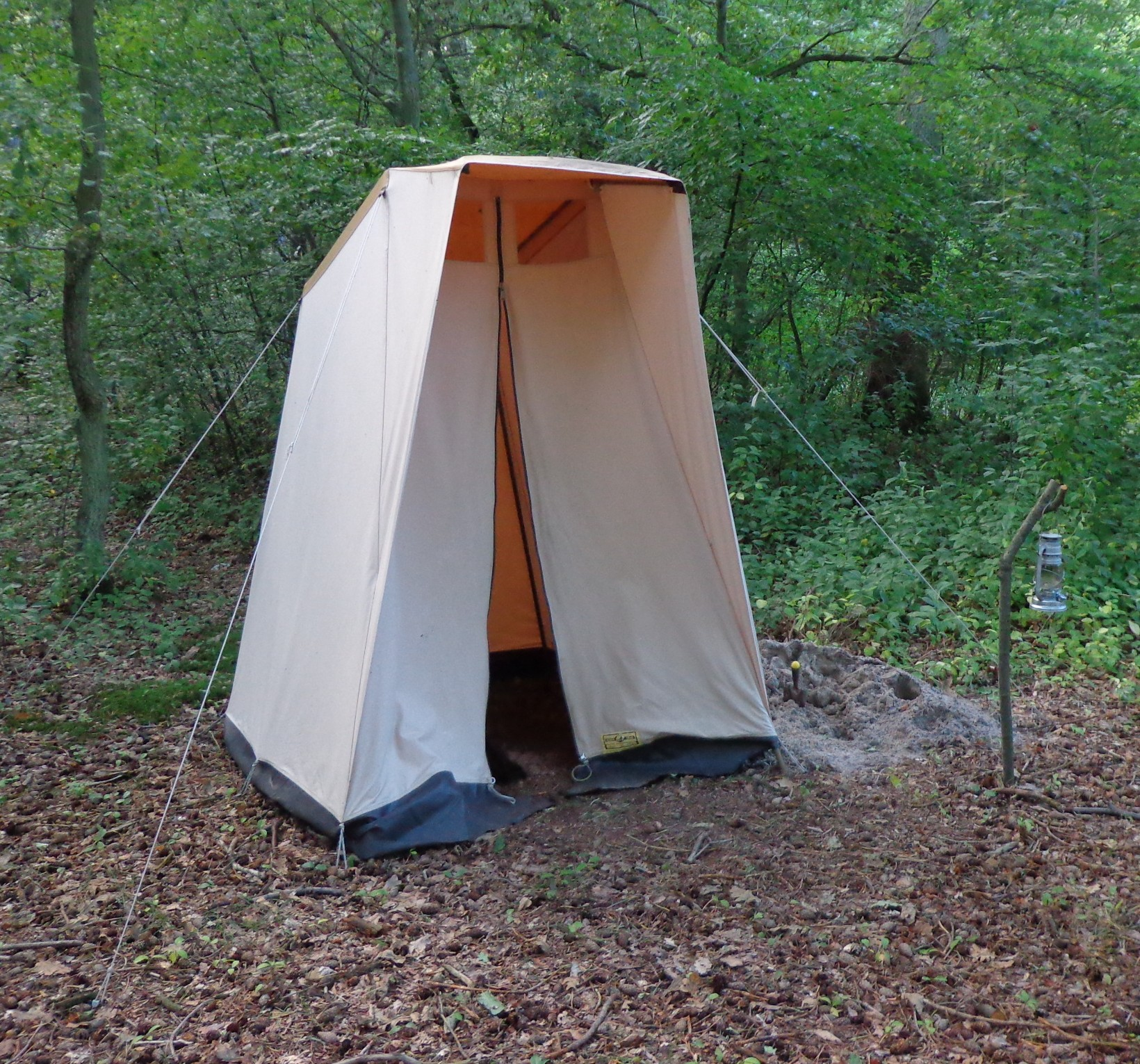
Een hudo met tentoverkapping. De sleuf in de grond is nog net zichtbaar. Rechts het bergje zand.

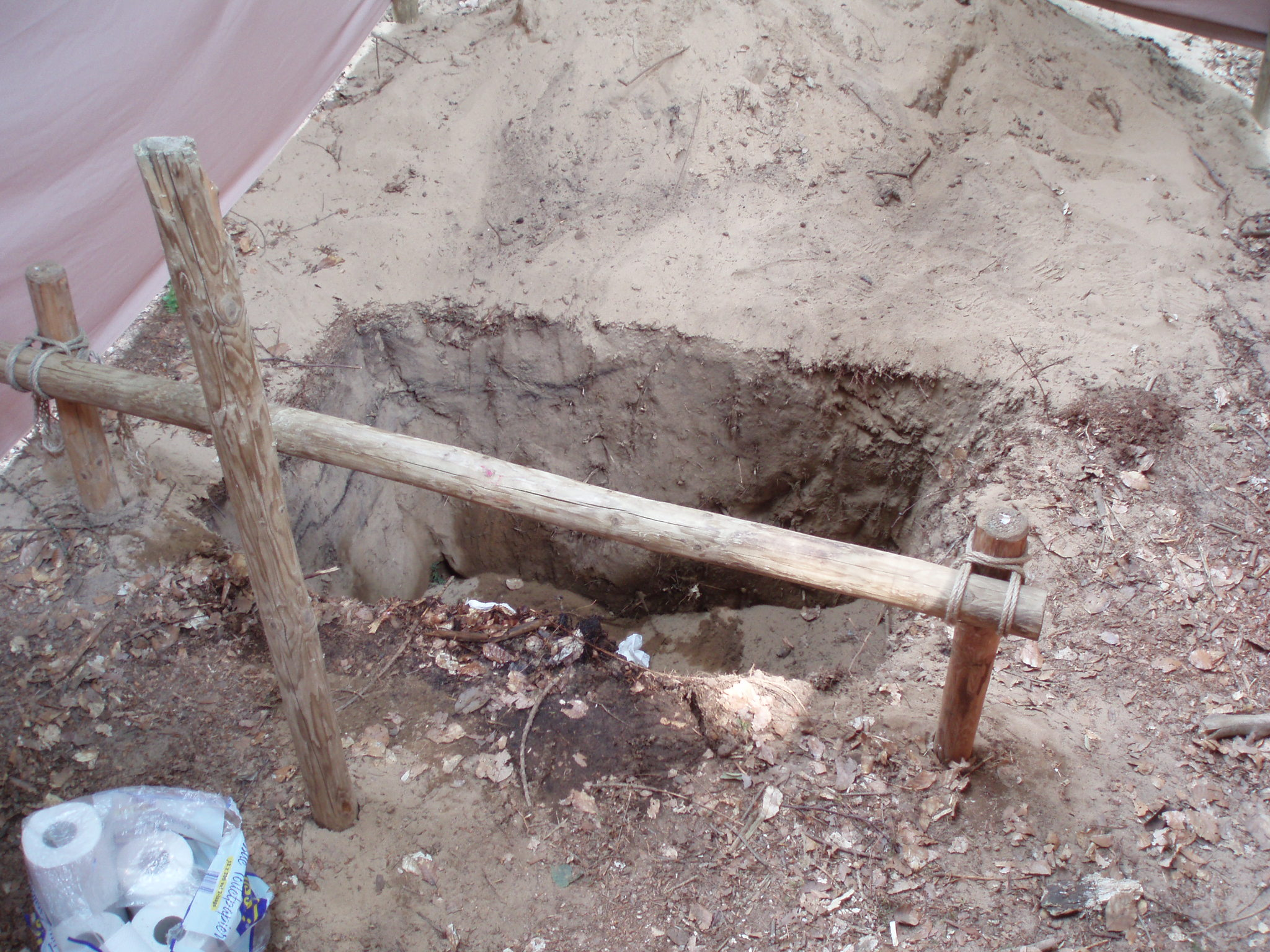
Een zithudo voor duogebruik, gezien van binnen. De verticale balk is om je vast te houden, de horizontale balk om te zitten

Een hudo is een primitief toilet, bestaande uit een in de grond gegraven sleuf, meestal 30 cm breed en 60 cm diep, al dan niet met overkapping. Soms heeft de hudo ook een eenvoudig houten zitje, of planken aan weerszijden van de sleuf (tegen instorten). De term wordt vooral gebruikt bij jeugdorganisaties als chiro, JNM, Jong Nederland, KSA, NJN, patro, scouting en VNJ.

## Gebruik
De ontlasting (en bij dames ook urineren) wordt schrijlings staand of hurkend gedaan, met de voeten aan weerszijden van de sleuf. Na het doen van de behoefte wordt de ontlasting afgedekt met een schepje zand, dat vrijgekomen was bij het graven van de hudo. Als de hudo op die wijze bijna vol is geraakt, wordt resterende sleuf in de grond afgedekt met de plag die bij het graven apart is gehouden, en wordt elders een nieuwe sleuf gegraven waarheen de tent of het scherm (indien al aanwezig) wordt verplaatst. Vaak wordt een oude hudo gemarkeerd om te voorkomen dat er op die plek gegraven wordt.
Urine en ontlasting worden op natuurlijke wijze in de bodem afgebroken, chemicaliën (bv. inhoud van een chemisch toilet) echter niet. Hierom mogen die niet in de hudo gegooid worden.

## Gezondheidsaspecten
- Ondanks zijn eenvoud is een hudo zeer hygiënisch, omdat er geen direct contact is met voorwerpen zoals een toiletbril. Doordat uitwerpselen telkens direct toegedekt worden met een dun laagje zand, is er maar weinig geurontwikkeling.
- Alhoewel ze licht voorover gebogen ook staande gebruikt wordt is een hurkende houding erg geschikt voor het doen van ontlasting.
- Bacteriën die met de ontlasting in de grond worden achtergelaten worden door micro-organismen in de bodem snel afgebroken. Binnen enkele maanden is er slechts compost over. Op drinkwater in de bodem heeft het geen nadelige invloed, mits het niet in de onmiddellijke omgeving wordt gewonnen.

## Etymologie
Er is veel discussie over de afkomst van het woord hudo. Toch lijkt het erop dat het is afgeleid van het Urdu woord howdah, wat de term is voor "overdekt olifantengestoelte" in India.
Het is waarschijnlijk door Robert Baden-Powell voor het eerst toegepast. Hij gebruikte het als scoutingjargon, samen met andere niet-Engelse woorden als Jamboree (Swahili) en oubaas (Afrikaans).
Een andere uitleg van de term hudo is dat het een acroniem zou zijn: houd uw darmen open. Hiervan zou dan ook de Engelse analogie "kybo" (keep your bowels open, soms gebruikt voor een buitentoilet) van zijn afgeleid. Hoogstwaarschijnlijk gaat het bij beide "betekenissen" echter om een backroniem.
Weer een andere theorie zegt dat de term afkomstig is van de samentrekking van het woord hurkdoos, of dat het een acroniem zou zijn voor hier uw dagelijkse ontlasting. Hoewel algemeen geaccepteerd, worden de laatste twee etymologische verklaringen door de kenners in twijfel getrokken.